# Джамбул (Шаблана Дільдабекова сільський округ)
Джамбу́л (каз. Жамбыл) — село у складі Жетисайського району Туркестанської області Казахстану. Адміністративний центр сільського округу Шаблана Дільдабекова.
У радянські часи село було частиною села Отділення № 3 совхоза Більшовик.
Населення — 593 особи (2021; 384 у 2009, 332 у 1999, 288 у 1989).